# 上党戦役
上党戦役（じょうとうせんえき）は、中華民国山西省上党地区（現長治市）内で1945年に発生し、日中戦争終結後国共両党間に発生した最初の軍事衝突である。1945年中の国共衝突中の一部分であり、第二次国共内戦の序曲である。この戦役は中国共産党によって開始され、さらに重慶交渉と歩調を合わせた重要な軍事行動であった。この戦役で閻錫山所属の11個師の部隊が殲滅され、閻錫山は第二次国共内戦中に中国共産党の起こした攻勢に対応できず、また、これまでの独立割拠ができなくなり、山西の守備に中央軍の援助を受けなければならなくなった。

## 戦役の準備
1945年8月下旬、閻錫山の部隊第19軍の史沢波率いる4個師が上党地区で日本軍の投降を受け入れた。しかしこの地区はちょうど晋冀魯豫辺区（晋冀魯豫根拠地）の太行分区と太岳分区の両区間にあって孤立した状況にあり、中国共産党が日中戦争勝利後直ちに占領地区に組み入れる予定の地区の一つであった。8月26日、中国共産党中央軍事委員会は各地に配置した軍への指示で、「すべての有効な手段を用い徹底的に国民党軍を滅ぼし、敵を投降させ、上党全区を回復する。」よう、直ちに太行軍区への主力の結集を要求した。31日に再度劉伯承と鄧小平へ「閻錫山の部隊1万6千は我が長治を囲む6城を占領していて、これは身中の虫であり、断固としてこのすべてを徹底的にせん滅しなければならない。」と指示した。
これに基づき、劉伯承と鄧小平は上党地区（長治地区）に作戦行動を手配した。晋冀魯豫辺区の部隊は日中戦争の後に4個野戦縦隊に編成され、上党戦役のために3個縦隊が動員された。

## 戦役の過程
9月10日、晋冀魯豫軍区は太行、太岳、冀南の3個縦隊を閻錫山支配下の各城鎮へ攻撃のため派遣し、10日以内に拠点の大部分を攻略した。20日、第19軍は長治で包囲され、史沢波は堅く守り援軍を待っていた。閻錫山は長治が包囲されたと知ると、史沢波軍の士気を鼓舞するため「上党は必ず争われる戦略の要衝であり、潞城は必ず守りとおさなければならない地点である。援軍は必ず到着させる。敵は必ず敗れる。」と連絡する一方、第7集団軍を集め、彭毓斌率いる第23軍と第83軍を援軍として長治に派遣した。中国共産党軍は、市街（城）を包囲し援軍を攻撃する戦法をとった。白晋線に伏兵を置き、長治支援の彭毓斌の部隊を屯留北部の山地に包囲した。10月5日、援軍は全滅した。閻錫山は援軍の失敗を見て、急きょ史沢波に包囲を突破するよう命令した。10月8日、史沢波隊は包囲を突破し南へ逃れたが、12日、沁水の東方で中国共産党軍に阻まれ滅ぼされ、史沢波は捕虜となった。

## 戦果
中国共産党の記載では、上党戦役全体で中国共産党軍は合計で敵の第19軍、23軍、83軍等11個師約3.5万人をせん滅した。敵将官27名を捕虜にし、山砲24門、重軽機関銃2,000挺以上、銃器1.6万挺以上を鹵獲した。上党戦役でせん滅された閻錫山の部隊はその総兵力の三分の一に及んだ。
上党戦役で閻錫山は11個師を損失し、閻錫山の部隊にとっては深刻な打撃であった。中国共産党にとっては、この戦闘は晋冀魯豫解放区の直接的な脅威を取り除くだけでなく、重慶交渉の有力な支援となり、蒋介石の片方で交渉しもう片方で戦闘をという状況を粉砕し、軍事的優勢な局面を占めようと画策した。これにより、中国共産党の晋冀魯豫地区は日増しに強固になり、後に中国共産党が全国的政権を取るための重要な基地となり、併せて後に河北局の設立と北京に首都を定めるための初歩条件となるものであった。
閻錫山は第19軍を失った後、単独で山西を守ることができなくなり、そのため蒋介石（黄埔）系中央軍の山西進駐を求めなければならなくなり、民国初年からの閻錫山が独占割拠した状態が終結した。

## 関係項目
- 双十協定
- 中国山西省日本軍残留問題
- 中原野戦軍
- 山西派